# Jeppe Djäkn
Jeppe Djäkn, även Jakob Abrahamsson, död mellan 1406 och 1412, var en svensk fogde och lagman.

## Biografi
Jakob Abrahamsson nämns första gången år 1377 och då som fogde på Åbo slott. Man har velat finna hans bakgrund i Baltikum men sannolikt var han uppvuxen i det svenska riket. På det tyder att det namn han använder i tyska sammanhang på svenskt vis innehåller fadersnamnet Abrahamsson, att Jeppe är den svenska namnformen av Jakob medan Diekn eller Djäkn, som betyder en skrivkunnig person med boklig bildning, är ett binamn som inte används utanför Sverige och Norge samt att han hade arvegods i Finland. Att han utsågs i andra hand till fogde för ett betydande pantlän torde kunna förklaras med att hans första hustru hörde till samma släktkrets i Östergötland som huvudläntagaren Bo Jonsson (Grip). Denne hade mottagit Åbo av kung Albrekt år 1374 och därmed var hela Finland hans pantlän. Vid Bo Jonssons död hade Jeppe Diekn inte bara Åbo utan även Åland, Satakunta och Borgå län och han hade sannolikt fått ta emot hela territoriet under Bo Jonssons livstid. Under sin tid som Bo Jonssons fogde höll han rättareting på flera orter i Åbo slottslän.
I början av sommaren 1386 skiftades arvet efter Jeppe Diekns bortgångna hustru mellan honom och deras barn. Detta skedde hos hustruns syster, som var abbedissa i Askeby kloster nära Linköping, och Jeppe behöll för sin del flera jordegendomar i Östergötland. Den 20 augusti samma sommar avled Bo Jonsson och nio dagar senare anhöll landstinget i Finland hos kung Albrekt om att Jeppe skulle utses till lagman i Finland efter Bo Jonsson, eftersom han kände landet så väl. Något senare understödde biskopen i Åbo och hans domkapitel förslaget. Vid samma tid kallade kung Albrekt Bo Jonssons testamentsexekutorer och fogdar, bland dem Jeppe Diekn, till sig senast vid kyndelsmäss den 2 februari för att redovisa för sina uppdrag. Jeppe ställde i det sammanhanget upp på kungens sida mot övriga stormän och utsågs till lagman. I tidens handlingar benämns han dock först år 1395 som lagman. Bo Jonsson hade testamenterat sina egendomar främst till andra än sin närmaste släkt och gjort svenska stormän till bevakare av arvet. Kung Albrekt grep dock tillfället att ta över arvet och kom överens med hans änka Margareta Dume om att han skulle bli hennes och hennes barns förmyndare. Kung Albrekt avtalade också med Jeppe Diekn om att han fortsättningsvis skulle behålla sina pantlän, dvs. Åbo, Satakunta, Borgå och Åland, men nu för Bo Jonssons änkas räkning. Jeppe fick rätt att bygga befästningar om någon ville driva honom från förläningen. Han beviljades dessutom ansvarsfrihet för sin förvaltning av länen efter Bo Jonssons död.
I kampen om arvet efter Bo Jonsson och makten över Sverige sökte både Albrekt och stormännen stöd i utlandet. Kung Albrekt kontaktade sina närmaste i Tyskland medan stormännen vände sig till drottning Margareta, som var den verkliga härskaren i Danmark och Norge efter sin makes död. Hennes son kung Olof avled när förhandlingarna hade kommit igång, men hon tog personligen hand om kungamakten i de båda länderna under hösten 1388. Kampen om makten i Sverige avgjordes i slaget vid Falköping i februari 1389 då Albrekts trupper besegrades. Jeppe Diekn övergick då till drottningens parti och fick i oktober 1389 i uppdrag att av Bo Jonssons fogde på Tavastehus ta emot slottslänet för drottningens räkning. Jeppe behöll för sig Åbo och övriga län och någon gång under 1390-talet erhöll han därtill Östhammar. Sommaren 1394 började Jeppe bereda sig på att lämna riket och gjorde - som den livländska ordensmästarens underlydande -  ett avtal med staden Reval om villkoren för att äga fastigheter i staden. I fördraget vid Lindholmen i juni 1395 löstes situationen i riket så att Albrekt skulle släppas fri från fångenskapen och Stockholm skulle komma under drottningen, vilket skedde 1398. Fördraget undertecknades bland andra av svennen Jakob Abrahamsson. Två månader senare valde Jeppe Diekn dock att överlåta sina pantlän på den numera myndige sonen till Bo Jonsson, Knut Bosson. Utöver de fyra län som han hade fått av Bo Jonsson överlät Jeppe slotten Åborg och Vregdenborg (i Satakunta). Jeppe fick ansvarsfrihet för sin förvaltning, fick behålla lagmansdömet och som tack Nagu socken på tio år och gården Röne (möjligen Runa gård i Sagu) tills Knut återinlöste den. Han skulle få behålla de nya slotten Östhammar och Vartholm (i Nyland) samt återfick Borgå län. I september 1389 var svennen Jakob Abrahamsson åter bland undertecknarna av drottningens avtal med hansastäderna, för sista gången som drottningens man.
Efter januari 1395 hade Jeppe Diekn tydligen flyttat utomlands. Han avvecklade sina egendomar i Sverige och placerade förmögenheten i Reval och Lübeck. En större summa placerades 1397 hos rådet i Reval. Samma år fick han besked om på vilka villkor han kunde bo i staden Lübeck. År 1398 gav han kungsgården Stenberga i Masku med tillagor i lånepant åt en tysk riddare. Det året sålde han också sitt gods i Pikis. År 1401 gjorde Jakob upp sitt testamente i Lübeck. I det kallade han sig första gången riddare och nämnde ett hus i Lübeck där han tidigare hade bott. Han hade då också gods i Sverige och Österland. År 1405 meddelade han att han hade haft gods i Rimito men för länge sedan sålt dem. År 1402 besökte han Finland. Tre år senare vistades han i Reval och började år 1406 återkalla sitt kapital från Lübeck. Han levde 13.6.1406, men hans hustru kallades 21.6.1412 änka då hon i Reval återkallade det arv som hon hade att få i Lübeck.

## Familj
Jakob Abrahamsson eller Jeppe Diekn var första gången gift med Katarina Haraldsdotter (död före 1386), dotter till underhäradshövdingen i Bandekinds härad i Östergötland Harald Larsson (fisk på sned) i Sörby i Landeryds socken i samma härad. Han blev senare omgift med Helena (1401–1414).

### Barn
- En dotter i första giftet (död före 1401), gift med Karl Magnusson som 1388 var Jeppes fogde på Åbo slott.
- Ragnhild (1401)
- Helena (1401)
- Jakob (född i andra giftet), riddare (1401–1472/79). Gift först med en okänd, sedan med Margareta (1462–1479), dotter till Helmet Risebiter.

## Övrigt
- Vapen: en balkvis lagd gren med skaftade löv